# Smibanese woordenboek
Het Smibanese woordenboek bevat de woordenschat van het Smibanese, een straattaal die wordt gesproken in Amsterdam.

## Geschiedenis en toepassing
Het Smibanese is ontstaan in de Bijlmermeer waar veel jongeren van Afro-Surinaamse afkomst wonen. Het Smibanese is een mengsel van Sranantongo, Engels, Papiaments, Marokkaans-Arabisch en Berbers, Turks, inheemse Ghanese talen en het Nederlands, met het Sranan als belangrijkste component. Het Smibanese wordt verder gekenmerkt door het omdraaien van woorden en lettergrepen (Verlan). Smib is een letteromdraaiing van Bims, Bims is een verbastering van Bimre dat Bijlmer betekent.
Er is een hechte relatie tussen het Smibanese en de Amsterdamse hiphopcultuur. Hiphop wordt gezien als een levensopvatting en het Smibanese wordt gebruikt om hieraan uitdrukking te geven. Bekende rappers die gebruik maken van het Smibanese zijn Ray Fuego en Yung Nnelg.
De samensteller van het Smibanese woordenboek is Professor Soortkill. Hij is de medeoprichter van SMIB Worldwide, een mediaplatform van het gelijknamige hiphopcollectief uit de Amsterdamse Bijlmer. Soortkill wordt geïnspireerd door het werk van Julius Gustaaf Arnout Koenders, oprichter van het maandblad Foetoe-boi (1945-1956) en voorvechter van het gebruik van het Sranan als volwaardige taal naast de officiële taal van Suriname, het Nederlands. Het Smibanese vervult een soortgelijke rol voor de Amsterdamse hiphopjeugd. Zij spreken het Smibanese om zich af te zetten tegen het standaardnederlands en gebruiken het om hun sociale positie en onderlinge verbondenheid te beklemtonen.
Het Smibanese woordenboek is in 2017 in eigen beheer uitgegeven door de Smibanese University in Smibsaland. De uitgave werd tweemaal herdrukt en de totale oplage was 2000 exemplaren. In 2019 verscheen editie 2.0. Onder de naam Smibamese University worden lezingen gegeven en podcasts ontwikkeld. In samenwerking met de Openbare Bibliotheek Amsterdam cureert Soortkill boekenkasten. Een educatief project waarmee hij de belangstelling bij jonge mensen voor boeken en lezen wil stimuleren.
In 2023 verscheen Smibologie, vol.1: Each one teach one, een nieuw boek van Soortkill dat gedeeltelijk in het Smibanese geschreven is. Met het boek wil hij jongeren aanzetten tot zingeving. Het is gebaseerd op zijn eigen ervaringen en ontwikkeling.